# Славин Циндрић
Славин Циндрић (1901, Темишвар — 28. април 1942, Загреб) је бивши југословенски фудбалски репрезентативац.
Ушао је у историју националног тима као први репрезентативац који је постигао хет-трик - три гола на једној утакмици. То се догодило 1926. у сусрету против Бугарске (3:1) у Загребу, у коме су Бугари водили после првог полувремена. Тадашњи селектор др Анте Пандаковић у другом полувремену уместо Лубурића - „Чиче“ (СК Југославија) увео у игру Циндрића, овај је доживео свој звездани тренутак у репрезентацији и за свега осам минута у финишу - постигао три гола.
Као добар и ефикасан нападач, играо је за сва три највећа загребачка клуба оног времена: ХШК Конкордија, 1. ХШК Грађански и ХАШК - све до 1930. кад је престао да игра.
Уз 13 утакмица за градску селекцију Загреба (1920—1928), одиграо је у истом периоду и пет утакмица и постигао три гола за национални тим. Дебитовао је заједно са репрезентацијом 28. августа 1920. против Чехословачке (0:7) на олимпијском турниру у Антверпену, а од националног дреса опростио се 29. маја 1928. против Португала (1:2) на олимпијском турниру у Амстердаму, играјући на месту леве полутке.
Умро је у Загребу 1942. у 41. години од последица запаљења плућа.